# Mérion leucoptère
Malurus leucopterus
Vous lisez un « bon article » labellisé en 2010.
Espèce
Statut de conservation UICN

 LC  : Préoccupation mineure
Le Mérion leucoptère (Malurus leucopterus) est une espèce de passereaux de la famille des Maluridae. Il est endémique des régions sèches du centre de l'Australie qui s'étendent de l'Ouest du Queensland à travers l'Australie-Méridionale jusqu'en Australie-Occidentale. Comme d'autres mérions, il affiche un dimorphisme sexuel marqué, avec un ou plusieurs mâles d'un même groupe social adoptant un plumage aux couleurs vives durant la saison de reproduction. La femelle, plus petite que le mâle, est beige clair avec les plumes de la queue bleu-clair. Le mâle en plumage nuptial a le corps bleu clair, le bec noir et les ailes blanches. Toutefois, les jeunes mâles sexuellement matures sont presque indiscernables des femelles et représentent une grande proportion des mâles reproducteurs chaque année. De ce fait, un groupe typique de Mérions leucoptères est formé, au printemps et les mois d'été, de petits oiseaux bruns accompagnés par un ou plusieurs mâles âgés bleus. On en connaît trois sous-espèces dont une vit sur l'île Dirk Hartog et une autre sur l'île de Barrow, au large des côtes de l'Australie-Occidentale. Les mâles de ces sous-espèces insulaires ont un plumage noir plutôt que bleu en saison de reproduction.
Le Mérion leucoptère se nourrit principalement d'insectes, complétant son alimentation par de petits fruits et des bourgeons. On le trouve dans les landes et les maquis où les petits arbustes lui offrent un abri. Comme d'autres mérions, c'est une espèce à reproduction communautaire, où de petits groupes d'oiseaux maintiennent et défendent leur territoire tout au long de l'année. Les groupes sont composés d'un couple socialement monogame et de plusieurs assistants qui aident à l'élevage des jeunes. Ces aides sont des descendants du couple ayant atteint leur maturité sexuelle, mais qui restent avec le groupe familial pendant une ou plusieurs années après leur envol. Bien que cela ne soit pas encore confirmé génétiquement, le Mérion leucoptère peut être polygame et aider à élever les jeunes d'autres couples. Au cours de sa parade nuptiale, le mâle arrache des pétales de fleurs et les présente aux femelles.

## Description

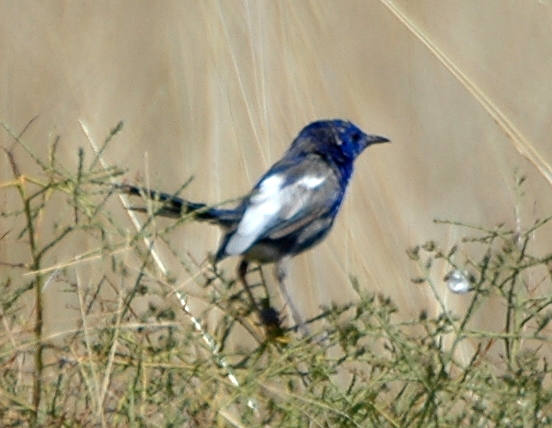
Mâle de la sous-espèce M. l. leuconotus, en plumage internuptial, au barrage de Coolmunda dans le Queensland.

### Dimensions
Le Mérion leucoptère est l'une des deux plus petites espèces du genre Malurus, mesurant en moyenne entre 11 et 13,5 cm de long. Les mâles pèsent généralement entre 7,2 et 10,9 g alors que les femelles pèsent entre 6,8 et 11 g. Les longues plumes de la queue mesurent autour des 6,25 cm.
Le bec est relativement long, mesurant autour des 8,5 mm chez les mâles et 8,4 mm chez les femelles. Il est pointu et effilé, plus épais à sa base. Comme chez les autres oiseaux qui se nourrissent en sondant ou picorant à la recherche d'insectes, le bec du Mérion leucoptère est plus large que profond, et également plus fin et pointu que celui des autres espèces de mérions.

### Morphologie et plumage
Les individus pleinement adultes présentent un dimorphisme sexuel, les mâles étant plus grands et colorés différemment des femelles. Les femelles adultes sont beige clair avec une queue d'un bleu très clair et un bec variant du rose pâle au chamois, alors que les mâles, en plumage nuptial, ont le bec noir, le corps bleu ou noir selon les sous-espèces, et les ailes blanches. Ces plumes blanches contrastantes sont particulièrement mises en valeur en vol ou au sol, lors de la parade. Les deux sexes possèdent la queue longue, fine et dressée, caractéristique des mérions. Elle mesure environ 6,25 cm, et ses plumes ont un bord blanc, qui disparaît avec le temps.
Les oisillons et les juvéniles ont un plumage brun, un bec rose-brun et une queue plus courte que celle des adultes. Les jeunes mâles développent leur queue bleue et leur bec plus sombre à la fin de l'été ou à l'automne, après la saison des nids, qui a lieu au printemps ou en été, tandis que les jeunes femelles développent une queue bleu clair. Au printemps suivant, tous les mâles sont fertiles et ont développé leur seminal glomera où ils stockent leurs spermatozoïdes. De leur côté, les femelles fertiles développent leur plaque incubatrice, zone ventrale déplumée qui leur permet de transférer leur chaleur interne aux œufs pendant la couvaison. Les mâles entrant dans leur deuxième ou troisième année peuvent développer un plumage parsemé de bleu et de blanc au cours de la saison de reproduction. Lors de leur quatrième année, les mâles acquièrent leur plumage nuptial complet, avec épaules et ailes blanches, tandis que le reste du corps prend une couleur d'un bleu cobalt éclatant. Tous les mâles sexuellement adultes muent deux fois par an, avant et après la saison de reproduction, un mâle passant rarement directement d'un ancien plumage nuptial à un nouveau. Aussi, pendant les mois d'hiver, les mâles en plumage éclipse sont presque identiques aux femelles, à l'exception de leur bec plus foncé.
Le plumage bleu des mâles en habit nuptial, en particulier dans la région des oreilles, est fortement iridescent en raison de la disposition aplatie et gauchie de la surface des barbules. Le plumage bleu réfléchit aussi fortement la lumière ultraviolette, ce qui permet peut-être à l'oiseau d'être plus visible de ses congénères, dont la perception chromatique s'étend à cette partie du spectre.

## Écologie et comportement

### Alimentation
Le Mérion leucoptère est principalement insectivore, son régime alimentaire comprend des coléoptères, des hémiptères, des mantes, des araignées, des chenilles, et divers petits insectes. Les plus grands insectes sont généralement destinés à l'alimentation des oisillons, que ce soit par la femelle reproductrice ou par ses aides, dont le mâle reproducteur. Adultes et jeunes prospectent en sautillant autour des buissons et peuvent compléter leur alimentation avec des graines et des fruits des plantes des genres Rhagodia, Chenopodium, Tecticornia et Sarcocornia.
Au printemps et en été, les oiseaux sont actifs de jour, prospectant de temps à autre, en chantant. Les insectes sont nombreux et faciles à attraper, ce qui permet aux oiseaux de se reposer entre leurs quêtes. Souvent les oiseaux du groupe s'abritent et se reposent ensemble pendant la chaleur du jour. En hiver, la nourriture est plus difficile à trouver, aussi les mérions sont obligés de la chercher continuellement dans la journée.

### Comportement social
Les Mérions leucoptères vivent dans un système social parmi les plus complexes de leur genre. La plupart des groupes sont composés de deux à quatre oiseaux, généralement un jeune mâle mature et une femelle reproductrice, quelquefois accompagnés d'aides. Ces aides sont généralement les jeunes d'une précédente couvée, un mâle n'ayant pas recouvert son plumage nuptial ou une femelle. Plusieurs sous-groupes vivent sur un même territoire et forment un clan, dominé par un mâle, qui arbore le plumage nuptial bleu ou noir. Alors que ce mâle joue le rôle de dominant vis-à-vis des autres mâles, bruns ou partiellement bleus, du groupe, il ne niche qu'avec une seule femelle et participe à l'élevage de ses seuls petits. On ne sait pas avec certitude s'il s'accouple avec d'autres femelles et s'il est le père d'autres oisillons au sein de son territoire. Les oiseaux d'un même groupe se perchent côte à côte dans la végétation dense, et se lissent mutuellement les plumes.
Chaque clan a, pour se nourrir, une superficie précise de terre que tous les membres du clan contribuent à défendre. La taille de ces territoires (normalement 4 à 6 ha) dépend fréquemment de l'abondance des pluies et des ressources de la région, les plus petits territoires se trouvant là où les insectes et les ressources sont abondants. Les mois d'hiver, les territoires augmentent en taille lorsque ces oiseaux passent une grande partie de leur temps à s'alimenter avec tout le clan. C'est par ailleurs l'espèce de mérions dont les groupes occupent les plus vastes territoires.
On a observé chez cette espèce, dans diverses situations, des démonstrations de wing-fluttering. L'oiseau baisse la tête et la queue, tient le bec ouvert en silence et, après avoir légèrement écarté les ailes, fait de petits battements rapides. Ces démonstrations sont retrouvées chez les femelles répondant et probablement acceptant les avances du mâle, chez les jeunes quémandant de la nourriture, chez les aides vis-à-vis d'oiseaux plus âgés et chez les jeunes mâles devant les mâles plus matures.

### Locomotion
Ce mérion se déplace le plus souvent par de légers sautillements, les deux pattes quittant le sol et se reposant en même temps. Mais ils sont capables également de courir, la tête, le cou et la queue baissés, les plumes ébouriffées, simulant la course d'un rongeur (« rodent-run »), stratagème adopté par plusieurs espèces d'oiseaux dans le but d'égarer leurs prédateurs. Il s'équilibre grâce à sa longue queue, qu'il tient relevée, droite, et rarement à plat. Les ailes courtes et arrondies sont adaptées aux décollages brusques et sont utiles pour de courts vols, mais pas pour des déplacements prolongés.

### Vocalisations
Pour un article plus général, voir vocalisation des oiseaux.
En 1980, l'ornithologue australienne Sonia Tidemann a identifié cinq sortes d'appels sonores différents chez M. l. leuconotus, et les mêmes ont été retrouvés par Pruett et Jones, chez M. l. edouardi, :
- reel : le principal appel utilisé par les deux sexes afin d'établir leur territoire et d'unifier le groupe. C'est une longue suite de notes « montantes et descendantes » précédées par 3 à 5 appels brefs. Bien que d'apparence faible, cet appel porte loin au-dessus du maquis bas ;
- harsh (strident, criard) : souvent utilisé pour établir le contact (en particulier entre les mères et leurs jeunes) et lancer un signal d'alarme, il se caractérise par une série d'appels « forts et brutaux », appels qui varient en fréquence et en intensité ;
- contact : utilisé entre adultes dans la brousse, ces appels sont des high pips avec par intermittence des reels ;
- high pips : cri d'appel aigu et court, poussé par les oisillons et les femelles autour du nid. Lorsqu'il est utilisé par une femelle adulte, il est entremêlé d'appels harsh ;
- juvénile : sorte de « gargouillement » émis par les oisillons quand ils sont nourris. Les aides et les parents peuvent faire le même bruit.

### Reproduction

#### Parade nuptiale
Pour un article plus général, voir Parade nuptiale aviaire.
Les Mérions leucoptères ont l'un des plus hauts pourcentages d'accouplements hors couple de tous les mérions et de nombreuses couvées sont élevées par des mâles qui n'en sont pas les pères naturels. Toutefois, les méthodes utilisées par les Mérions leucoptères mâles pour faire la cour à une femelle restent peu claires pour l'instant. On a vu des mâles de la sous-espèce continentale (M. l. leuconotus) en tenue nuptiale hors de leur territoire et, dans certains cas, transportant des pétales roses ou violets, qui, chez les autres espèces de mérions, ont pour but d'aider le mâle à séduire les femelles du voisinage. Par contraste, les mâles des îles de Barrow et Dirk Hartog portent souvent des pétales bleus. Cette utilisation de pétales hors du territoire du clan semble être l'indication de relations extra-conjugales, mais de nouvelles analyses génétiques sont nécessaires pour le confirmer.
Le mâle parade également en s'inclinant profondément face à la femelle, touchant le sol de son bec et aplatissant son plumage dans un plan presque horizontal, tenant cette pose jusqu'à 20 secondes. Les parties blanches de son plumage forment alors une bande blanche très visible sur son plumage plus foncé.

#### Nidification
Les femelles reproductrices commencent à construire leur nid au printemps (en septembre en Australie) ; elles font un nid de forme ovoïde avec des toiles d'araignées, des herbes très fines, du duvet de chardon et d'autres composées, atteignant en général 6 cm de diamètre sur 14 cm de hauteur avec des parois de 3 à 9 mm d'épaisseur. Les nids ont une petite entrée latérale et sont normalement placés dans d'épais buissons près du sol. La couvée, constituée de 3 à 4 œufs, est pondue entre septembre et janvier. Le Mérion leucoptère se reproduit généralement au printemps dans le Sud-Ouest de l'Australie occidentale, mais est plus opportuniste dans les régions arides de l'Australie centrale et nordique, ou des couvées sont enregistrées presque en n'importe quel mois de l'année après une période de précipitations.

#### Élevage des jeunes

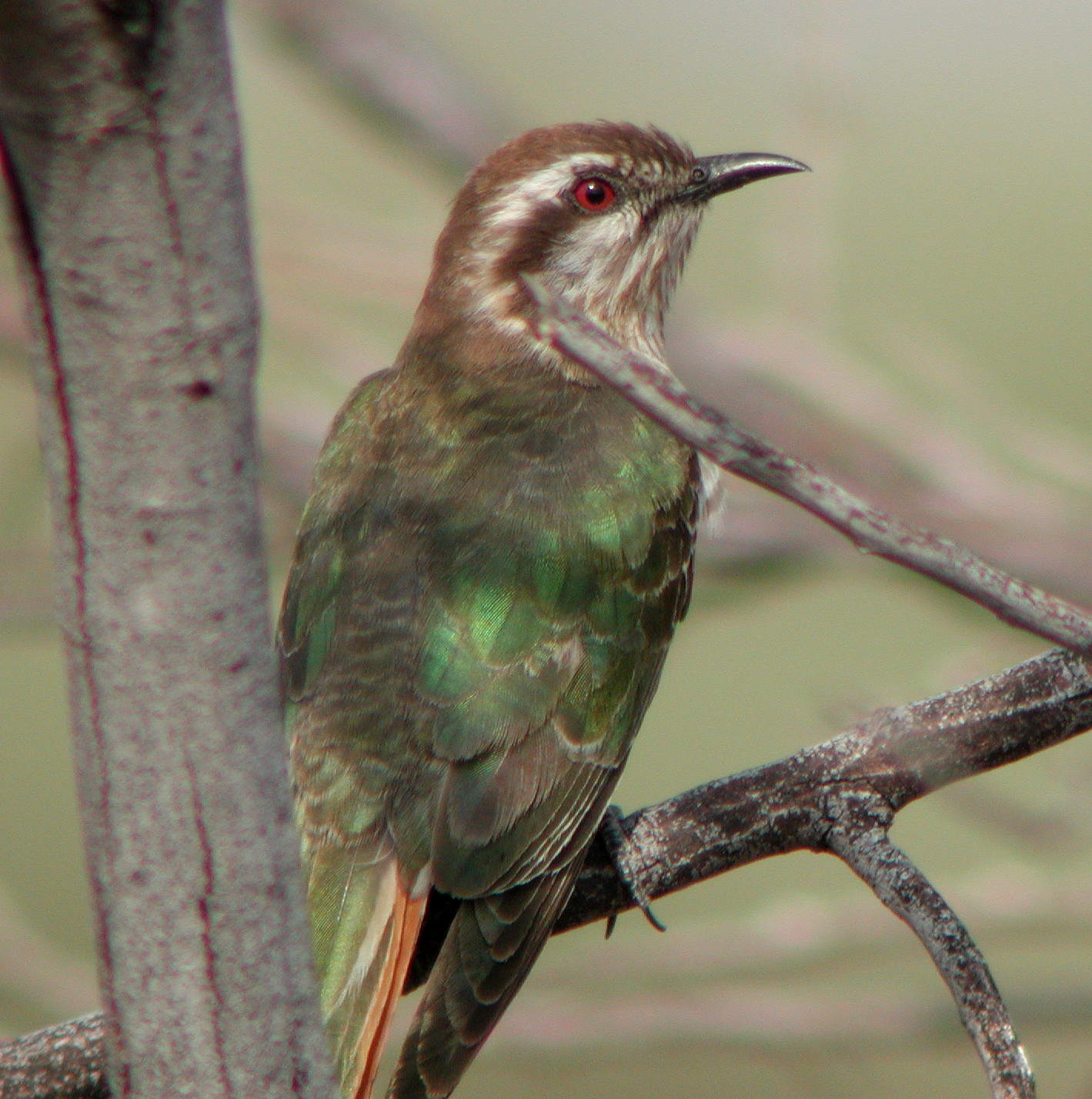
Le Coucou de Horsfield parasite les nids des Mérions leucoptères.

Le temps d'incubation est voisin des 14 jours. Seule la femelle couve les œufs tandis que le mâle reproducteur et ses aides participent à l'alimentation des oisillons et à l'évacuation des sacs fécaux. Les poussins, nidicoles, demandent immédiatement leur nourriture, s'emplument de duvet et ouvrent leurs yeux au bout de leur troisième ou quatrième jour. Ils demeurent au nid pendant 10 à 11 jours puis, devenus oisillons, continueront à être nourris pendant les 3 à 4 semaines qui suivent leur départ du nid. Par la suite, les oisillons vont soit rester et contribuer à élever la prochaine couvée, soit s'installer sur un territoire à proximité. Comme il n'est pas inhabituel pour un couple d'avoir deux couvées en une saison de reproduction, les aides servent plutôt à réduire la fatigue de la femelle reproductrice qu'à augmenter le nombre total de becquées apportées aux oisillons.

#### Menaces sur les couvées
Pour un article plus général, voir Parasitisme de couvée.
À l'instar d'autres mérions, le Mérion leucoptère est particulièrement victime du parasitisme du Coucou de Horsfield (Chrysococcyx basalis), ceux du Coucou éclatant (Chrysococcyx lucidus) et du Coucou oreillard (Chrysococcyx osculans) étant rares.
En outre, de nombreux nids sont détruits au cours de la saison de reproduction par les humains (y compris parfois par des ornithologues), car les nids sont cachés près du sol et il est difficile, de ce fait, pour les promeneurs de les apercevoir. Le Mérion leucoptère peut adopter une attitude défensive particulière nommée course du rongeur afin de distraire des prédateurs et les détourner du nid. L'oiseau abaisse la tête, le cou et la queue, se tient ailes dépliées et plumes ébouriffées, tout en s'enfuyant à toute vitesse et en émettant des cris d'alarme continus.

### Prédateurs
Adultes et jeunes peuvent être la proie de mammifères tels que le renard roux (Vulpes vulpes) ou les chats sauvages, d'oiseaux de proie comme le Cassican flûteur (Gymnorhina tibicen), les cassicans du genre Cracticus, le Kookaburra (Dacelo novaeguineae), les réveilleurs du genre Strepera, les corbeaux ou corneilles du genre Corvus ou les pitohuis du genre Colluricincla, comme de reptiles tels les varans,.

## Distribution et habitat

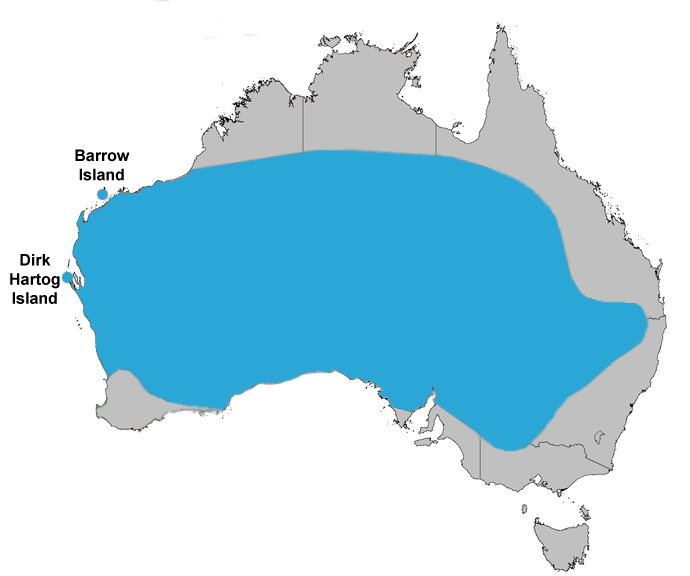
Répartition du Mérion leucoptère, en Australie.

Le Mérion leucoptère est particulièrement bien adapté aux milieux arides et M. l. leuconotus est un oiseau commun dans toutes les zones arides et semi-arides d'Australie entre 19° et 32° de latitude sud. On le trouve sur une grande partie du continent australien allant depuis la côte occidentale de l'Australie-Occidentale entre Port Hedland et Perth jusque, au nord-est, à Mount Isa, à l'est, au versant occidental de la cordillère australienne dans le centre du Queensland, l'ouest de la Nouvelle-Galles du Sud et le nord-ouest du Victoria et, au sud, la péninsule d'Eyre et la Nullarbor. Les deux autres sous-espèces se trouvent sur les îles Dirk Hartog et de Barrow.
Les Mérions leucoptères vivent souvent dans les landes sans arbre ou les bosquets dominés par les plantes des genres Atriplex, Maireana, Triodia ou Zygochloa, ainsi que les abords de cours d'eau plantés de Muehlenbeckia,. De même, M. l. leucopterus et M. l. edouardi vivent dans des habitats similaires sur leurs îles respectives.
Il cohabite avec d'autres espèces de mérions, dont la sous-espèce la plus répandue du Mérion de Lambert, Malurus lamberti assimilis. Dans le nord du continent, il est remplacé par le Mérion à dos rouge (Malurus melanocephalus).

## Classification

### Taxinomie
Le premier spécimen de Mérion leucoptère connu fut collecté par les naturalistes français Jean René Constant Quoy et Joseph Paul Gaimard en septembre 1818, lors du voyage de Louis de Freycinet autour de l'hémisphère sud. Trouvé dans la « baie des Chiens marins », le spécimen a été perdu dans un naufrage, mais une peinture intitulée Mérion leucoptère par Jacques Arago survécut et permit la description de l'oiseau en 1824 par l'ornithologue français Charles Dumont de Sainte-Croix,. Son nom d'espèce dérive du grec ancien leuko « blanc » et pteron « aile ».
Ironie du sort, le premier spécimen découvert était un individu de la sous-espèce au plumage du dos noir de l'île Dirk Hartog, qui ne sera plus signalé pendant 80 ans. Pendant ce temps, la sous-espèce largement répandue au plumage du dos bleu sera découverte et décrite par John Gould comme deux espèces distinctes en 1865. Il appela le spécimen recueilli en Nouvelle-Galles du Sud White-winged Warbler Superb, M. cyanotus, tandis que l'autre, qui possédait le dos et les ailes blancs, fut décrit comme le White-backed Superb Warbler, M. leuconotus. Il fallut attendre le début du XXe siècle, pour qu'on se rendît compte que ces deux spécimens de l'Australie continentale appartenaient à la même espèce. En fait, chez ces oiseaux, la région du dos entre les épaules est nue et les plumes qui la couvrent viennent des épaules et forment, en s'étalant vers l'intérieur, des motifs de couleurs différentes. Ces dessins ont trompé les premiers naturalistes qui ont décrit deux espèces l'une à dos blanc, l'autre à dos bleu. George Mack, ornithologue au musée de Melbourne, considéra que le nom spécifique leuconotus devait l'emporter lors de sa révision de la classification du genre Malurus en 1934 et les classifications qui ont suivi ont emboîté le pas.
Comme pour plus de la moitié des espèces d'oiseaux actuelles, le Mérion leucoptère est un passereau. Il fut appelé à l'origine Blue-and-white Wren par les anglophones (« troglodyte bleu et blanc »), et les premiers observateurs comme Norman Favaloro au Victoria, l'ont appelé par ce nom. Toutefois, des études ont montré que les mérions ne sont en réalité pas apparentés aux véritables troglodytes (famille des Troglodytidae). D'abord classé dans la famille des Muscicapidae,, puis dans celle des Sylviidae, il fut déplacé dans la toute nouvelle famille des Maluridae en 1975. Récemment, les analyses ADN ont montré que la famille des Maluridae est liée aux familles des Meliphagidae et des Pardalotidae dans la superfamille des Meliphagoidea,.
Le Mérion leucoptère étant l'une des douze espèces du genre Malurus appartient donc à la famille des Maluridae. Il est très étroitement lié au Mérion à dos rouge (Malurus melanocephalus) ; à eux deux, ils constituent un clade frère du Mérion à épaulettes (Malurus alboscapulatus) de Nouvelle-Guinée. Les traits caractéristiques de ces trois espèces, baptisées « roitelets bicolores » par l'ornithologiste Richard Schodde, sont l'absence de motifs sur leurs têtes et de touffes auriculaires, ainsi que leur plumage uniformément noir ou bleu contrastant avec la couleur de l'épaule ou de l'aile. Elles se remplacent chacune géographiquement dans le Nord de l'Australie et en Nouvelle-Guinée.

### Sous-espèces
- M. l. leuconotus

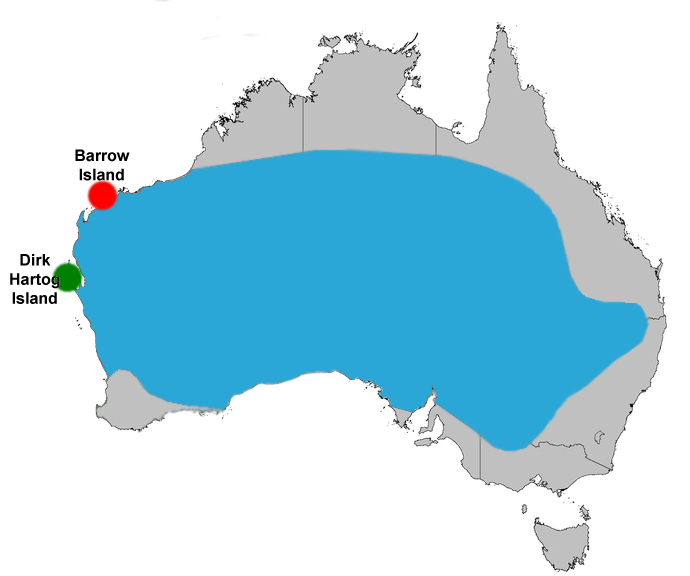
Carte approximative de la répartition des sous-espèces du Mérion leucoptère :
M. l. leuconotus
M. l. edouardi
M. l. leucopterus

Il y a, à l'heure actuelle, trois sous-espèces connues de Malurus leucopterus :
- M. l. leucopterus Dumont, 1824, la sous-espèce type vit exclusivement sur l'île Dirk Hartog, au large de la côte occidentale de l'Australie, les mâles ont un plumage nuptial noir et blanc[19]. Cette sous-espèce est la plus petite des trois, mais porte une queue proportionnellement plus longue[r 21]. Un spécimen fut à nouveau prélevé en 1916 par Tom Carter, c'est-à-dire 98 ans après que l'expédition de Louis de Freycinet avait permis la découverte du premier[20] ;
- M. l. edouardi A. J. Campbell, 1901[21], de protonyme Malurus edouardi, se rencontre seulement sur l'île de Barrow, au large de la côte occidentale de l'Australie[19]. Les oiseaux de cette sous-espèce sont plus grands que la sous-espèce type, mais ont une queue plus courte. Comme M. l. Leucopterus, les mâles de cette sous-espèce ont un plumage nuptial noir et blanc. Le plumage des femelles est plutôt de couleur cannelle, contrairement au gris-brun des deux autres sous-espèces[r 21] ;
- M. l. leuconotus Gould, 1865, de protonyme Malurus leuconotus, est endémique d'Australie continentale et se distingue facilement des autres sous-espèces car elle est la seule à avoir un remarquable plumage nuptial bleu et blanc[19]. Le nom de cette sous-espèce dérive du grec ancien leukos « blanc » et notos « dos »[9]. Les individus du sud de la répartition sont en moyenne plus petits que ceux du nord[r 21].

M. l. leucopterus et M. l. edouardi sont généralement plus petits que leurs parents du continent et les deux sous-espèces insulaires tendent à avoir de petits groupes familiaux constitués d'un seul mâle et d'une seule femelle, avec occasionnellement un assistant. Bien que les trois sous-espèces aient la même structure sociale, les couples reproducteurs sur les deux îles ont, en moyenne, des couvées plus petites, des temps d'incubation plus longs et moins de jeunes à l'envol.

### Histoire évolutive
Les deux sous-espèces insulaires sont génétiquement proches des populations continentales de M. l. leuconotus ; l'île de Dirk Hartog est à 2 km du continent, l'île de Barrow en est à 56 km. Elles étaient reliées au continent lors de la dernière période glaciaire, il y a 8 000 à 10 000 ans, permettant la dissémination des gènes. On a longtemps pensé que les deux sous-espèces insulaires étaient plus étroitement liées à la sous-espèce continentale qu'elles ne le sont l'une à l'autre, et les récentes données génétiques ont appuyé cette hypothèse. À l'heure actuelle, il existe trois explications possibles sur l'évolution des trois sous-espèces de Mérions leucoptères : la première suggère, qu'à l'origine, les trois sous-espèces avaient un plumage noir et blanc et qu'à la suite de la séparation des trois populations, le plumage de la sous-espèce continentale a évolué vers un plumage bleu et blanc. La deuxième hypothèse suggère que les deux sous-espèces insulaires ont évolué de façon convergente du bleu et blanc vers le noir et blanc. La troisième suggère que le plumage bleu et blanc initial a évolué vers le noir et blanc et que plus tard, la sous-espèce continentale a de nouveau évolué vers le plumage bleu et blanc.
La répartition des trois espèces de Mérions bicolores montre que leurs ancêtres ont vécu en Nouvelle-Guinée et dans le Nord de l'Australie à une époque où le niveau des océans était plus bas et les deux pays reliés par une bande de terre. Les populations ont été séparées lorsque le niveau des eaux a monté, les individus de Nouvelle-Guinée évoluant vers le Mérion à épaulettes, ceux d'Australie vers le Mérion à dos rouge et le Mérion leucoptère adapté aux zones arides.

## Menaces et conservation
Si la sous-espèce M. l. leuconotus est considérée comme peu menacée (« Préoccupation mineure ») par l'UICN en raison de sa vaste distribution, les deux sous-espèces insulaires sont considérées comme « Espèces vulnérables » par le gouvernement australien en raison de la fragilité de leurs sites de nidification, aisément perturbés par l'activité humaine.